# 다소 뉴론

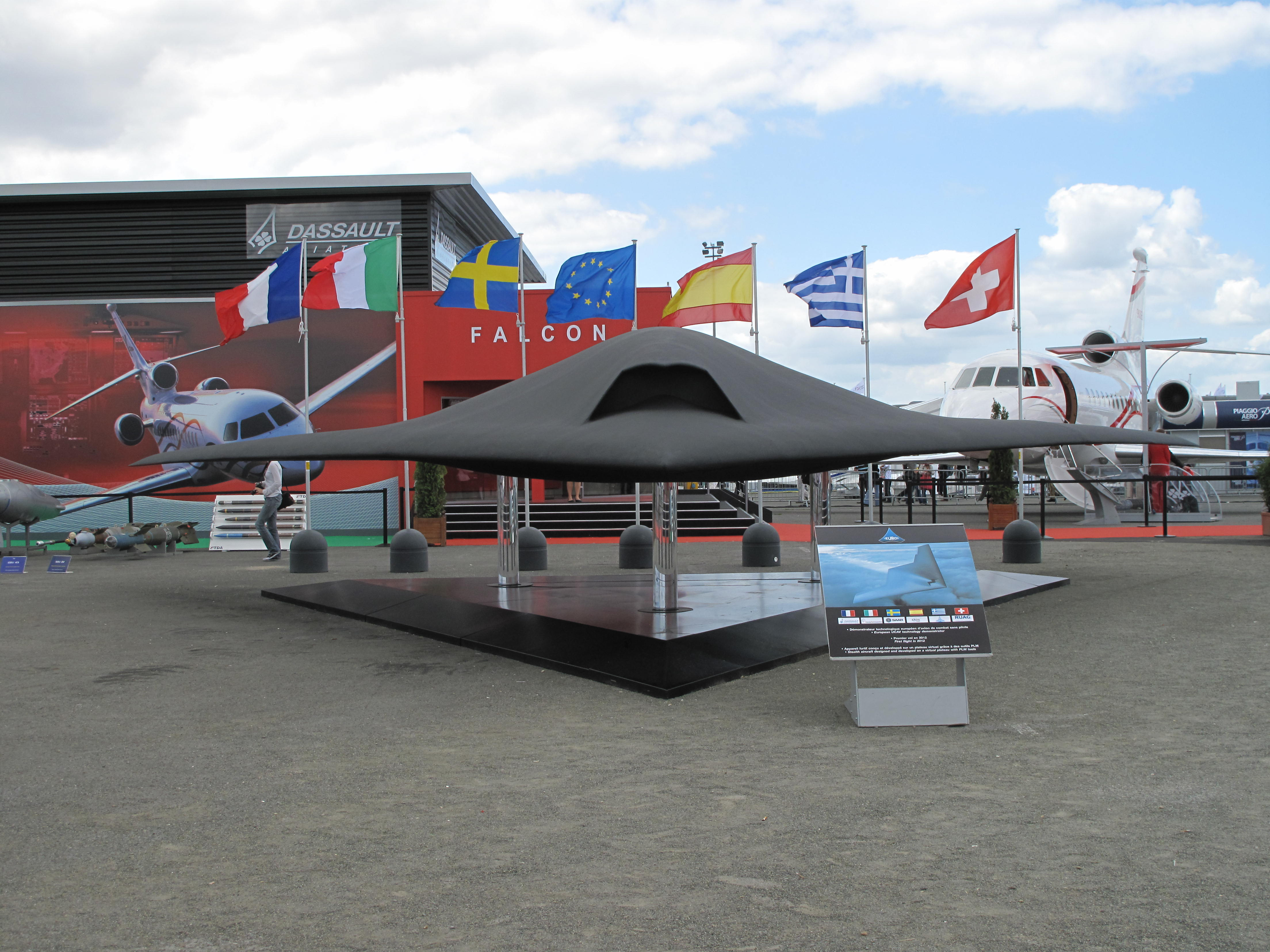
파리 에어쇼 2009에 전시된 다소 뉴론 스텔스 무인공격기

다소 뉴론은 프랑스 다소 항공이 개발한 스텔스 UCAV를 말한다. 미국의 보잉 X-45, 록히드마틴 X-47, 록히드마틴 RQ-170 센티넬과 외양이 비슷한 삼각날개 비행기이다. 2012년 12월 1일 초도비행에 성공했다. 최대이륙중량 7톤에 500파운드 폭탄 2발을 장착할 수 있다. 최대이륙중량 1톤의 MQ-1 프레데터, 50 kg 헬파이어 미사일 14발을 장착하는 최대이륙중량 5톤의 MQ-9 리퍼 보다 크다.

## 공동개발
프랑스 다소가 주도하고, 모두 6개국이 공동개발에 참여하고 있다. 
- 프랑스
- 이탈리아
- 스페인
- 스웨덴
- 그리스
- 스위스

## 같이 보기
- 보잉 팬텀 레이
- 보잉 X-45
- 노스롭 그루먼 X-47B
- 미코얀 스카트